# Vaneyellidae
De Vaneyellidae zijn een familie van zeekomkommers uit de orde Dendrochirotida.

## Geslachten
- Mitsukuriella Heding & Panning, 1954
- Psolidothuria Thandar, 1998
- Vaneyella Heding & Panning, 1954